# Штурм Богородчанського замку
Штурм Богородчанського замку  — взяття силами опришків Олекси Довбуша Богородчанського замку, який охороняв солдатський гарнізон. Богородчанський замок використовувався як сховище грошей і важливих документів, був добре укріплений та мав боєздатний солдатський гарнізон.
Вперше план фортеці зустрічається на мапах Фрідріха фон Міґа (1779—1783). Богородчанська фортеця на час укладення карти складалася з чотирьох повних бастіонів, одного півбастіону, чотирьох куртин, двох в'їзних брам, добре збережених валів і ровів. Півбастіон і куртина на місці сучасного стадіону вірогідно були втрачені під час захоплення фортеці. Чітко відстежується на карті ринкова площа з ратушею, монастир домініканців, замкові будівлі, квартали національних громад.
У районі, де знаходиться замок, велику активність проявляли опришки, у тому числі підрозділи опришків Олекси Довбуша, але місцеві шляхтичі були повністю впевнені, що такий замок (фортецю) не під силу взяти штурмом «зграї гірських розбійників». Тому масово залишали тут на зберігання власні скарбниці, вважаючи що тут вони будуть у повній безпеці.
Зібравшись біля селища Солотвин, опришки Довбуша спланували свої дії. Згодом вони наблизилися до околиць замку і пішли на несподіваний штурм, у запеклому бою опришки заволоділи замком перебивши польський солдатський гарнізон. Опришки захопили велику здобич, за приблизними підрахунками збитки завдані місцевій шляхті становили десятки тисяч злотих. В замку знаходилися скарбниці каштеляна Подлянського, пана Косановського, панів Романовських. В архівних документах зазначено, що опришки заволоділи монетами «самими тилерами, більш-менш на 2 тисячі злотих» і це була тільки частина захоплених цінностей.
Довбуш з іншими опришками вивіз і заховав здобич, потім спалив замок разом з польськими документами що там зберігалися, серед яких були податкові книги і судові акти (в тому числі на опришків і селян). Однак гроші і всілякі інші скарби зовсім не були головною метою Олекси Довбуша. Він дійсно досить часто роздавав їх бідним[джерело?].
Довбуш поділився захопленим золотом з місцевим священиком. На ці кошти місцева громада побудувала церкву. У пам'ять про діяльність у цьому районі Олекси Довбуша збереглися географічні назви, у сусідньому селі Саджаві урочище і сьогодні зветься «Довбушівським», а недалеко біля Замкової гори є «Довбушева криниця». Як Довбуш розпорядився основною частиною скарбів, так і залишається таємницею. Відомо лише, що наступну зимівку він провів у Чорногорі, де навіть збудував собі кам'яну хату. З тих пір ходять численні легенди про скарби Довбуша, багато дослідників намагалися і намагаються їх знайти про те всі спроби завершуються невдало.